# Martha Genenger
Martha Genenger (n. 11 noiembrie 1911, Krefeld, Germania – d. 1 august 1995, Kapellen⁠(d), Renania de Nord-Westfalia, Germania) a fost o înotătoare ce a reprezentat Germania, medaliată olimpică. A participat la o ediție a Jocurilor Olimpice (1936) în care a câștigat o medalie de argint.

## Participări
Lista de mai jos prezintă principalele competiții la care a participat Martha Genenger de-a lungul carierei.
- Olympische Sommerspiele 1936/Schwimmen – 200 m Brust (Frauen)[*]